# Lex Albrecht
Lex Albrecht, née le 6 avril 1987 à Barrie est une coureuse cycliste canadienne, professionnelle de 2011 à 2019.

## Biographie
Elle commence la compétition cycliste dans sa jeunesse. Elle habite Montréal.
Elle a fait des études biologie médicale.

## Palmarès sur route

### Palmarès par années
- 2011
  - 2e du championnat du Canada sur route
- 2013
  - 2e de la course en ligne des Jeux de la Francophonie
  - 2e du championnat du Canada du critérium
  - 3e du championnat du Canada sur route
- 2014
  - 2e de la Philadelphia Cycling Classic
- 2015
  - 8e de la Philadelphia Cycling Classic (Cdm)
- 2016
  - 2e étape du Tour of the Gila
- 2017
  - 2e étape du Tour de Thuringe

### Classements mondiaux
| Année                                 | 2011 | 2012 | 2013 | 2014 | 2015 | 2016 | 2017 | 2018 | 2019 |
| ------------------------------------- | ---- | ---- | ---- | ---- | ---- | ---- | ---- | ---- | ---- |
| Classement UCI                        | 267e | nc   | 127e | 68e  | 122e | 183e | 98e  | 667e | 594e |
| UCI World Tour                        |      |      |      |      |      | nc   | 85e  | 227e | nc   |
|                                       |      |      |      |      |      |      |      |      |      |
| Légende : nc = non classéSource : UCI |      |      |      |      |      |      |      |      |      |